# Veronika Decide Morrer
Veronika Decide Morrer é um livro do escritor brasileiro Paulo Coelho, lançado em 1998 e adaptado para o cinema em 2009, com a atriz Sarah Michelle Gellar como protagonista.
O livro foi relançado pelo selo Paralela da editora Companhia das Letras em 2017. É a história de uma jovem que decide se suicidar — apesar de todos à sua volta acreditarem que ela tinha uma vida perfeita.

## Sinopse
"No dia 11 de novembro de 1997, Veronika decidiu que havia — afinal! — chegado o momento de se matar". Assim começa Veronika decide morrer, romance que narra a luta de uma jovem contra (e por) sua vida.
Nas palavras do próprio autor, a Veronika do livro é ele mesmo, internado por três vezes em hospitais psiquiátricos, de onde extraiu elementos para este relato contundente sobre aceitação e loucura.

## Publicação
Veronika decide morrer foi lançado em 1998 pela editora Objetiva, e em julho de 2017 foi relançado pelo selo Paralela da editora Companhia das Letras.
"Cada um sabe a dimensão do próprio sofrimento, ou da ausência total de sentido de sua vida" — Paulo Coelho.